# Automatic Black
Pour les articles homonymes, voir Black.
 (novembre 2016).
Automatic Black est un groupe de rock américain, originaire de Philadelphie, en Pennsylvanie.

## Biographie
Le groupe est formé en 2001 au retour de Jeff Darr depuis l'Europe qui fait la rencontre du batteur Tom Chambers, et du bassiste Steve Kitabjian grâce à des amis en commun. Le guitariste Stevie D. complète la formation. En 2003, Automatic Black ouvre en concert pour Kiss et Aerosmith pendant leur tournée Rocksimus Maximus Tour,.
Leur premier album, De-Evolution, est annoncé pour le 6 avril 2004 chez Arista Records, mais il ne sera jamais publié à cause de problèmes financiers ; cependant, leur chanson Crash and Burn est présent dans le jeu vidéo Tiger Woods PGA Tour 2004, et Go Your Way est publiée comme single le 19 janvier 2004.
N'ayant formellement publié aucun album sur le marché nord-américain, et après avoir été renvoyé d'Arista Records, Stevie D. et Tom Chambers quittent le groupe. Stevie D. reforme le groupe Buckcherry avec son ami de longue date Josh Todd, et Tom Chambers partira à cause de divergences avec Jeff Darr. Mark Biondi se joint au groupe à la guitare et Rikki Lixx remplace Chambers à la batterie. Avec cette formation, le groupe publie un single sur Myspace intitulé What Else. Le groupe publie plus tard un EP éponyme en 2008 au label indépendant Nashville NOiR, et encore une fois le 1er septembre 2009 au label indépendant Per Capita Records.
En 2010, Rikki Lixx quitte Automatic Black. Le groupe cesse ses activités en 2011, mais publie le morceau Crash and Burn sur Myspace.

## Membres

### Membres actuels
- Jeff Darr - chant, guitare (depuis 2001)
- Steve Kitabjian - basse, chœurs (depuis 2001)
- Mark Biondi - guitare solo, chœurs (depuis 2006)

### Anciens membres
- Tom Chambers - batterie/percussions (2001-2005), chœurs (2001-2005)
- Stevie D. - guitare solo (2003-2005), chœurs (2003)
- Rikki Lixx - batterie/percussions, chœurs (2006-2010)

### Membres studio
- Dan O'Neill - basse, chœurs (2003) sur De-Evolution
- Dan Showell - guitare, chœurs (2003) sur De-Evolution